# Ренацо (Ферара)
Ренацо (итал. Renazzo) је насеље у Италији у округу Ферара, региону Емилија-Ромања.
Према процени из 2011. у насељу је живело 4307 становника. Насеље се налази на надморској висини од 15 м.